# Luitpold Baumann
Pour les articles homonymes, voir Baumann.
Luitpold Baumann (né le 4 décembre 1844 à Dettelbach et mort le 4 mai 1919 dans la même ville) est propriétaire de cave, maire et député du Reichstag.

## Biographie
Baumann étudie l'école primaire et travaille ensuite dans le profession de ses parents, une entreprise de reliure. Puis il reprend de plus grandes exploitations viticoles et, à partir de 1884, dirige un commerce de vin dans toute l'Empire allemand. En 1870/71, il participe à la guerre contre la France en tant que membre du 10e bataillon bavarois de chasseurs (prise de Wissembourg, batailles de Frœschwiller-Wœrth et Sedan, siège de Paris). À partir de 1875, il est membre de l'administration de la ville et à partir de 1893 membre du comité de district. En 1896, il est nommé citoyen d'honneur de la ville de Dettelbach et à partir de 1900, il est maire de Dettelbach, qu'il reste jusqu'à sa mort.
De 1881 à 1907, est fut membre du parlement bavarois de la 2e circonscription de Wurtzbourg. Entre 1898 et 1918, il est député du Reichstag pour la 2e circonscription de Basse-Franconie (Kitzingen, Gerolzhofen (de), Ochsenfurt, Volkach (de)) avec le Zentrum. Au Reichstag, il est conférencier sur la loi du vin. Il apporte également une contribution à la liaison ferroviaire de Dettelbach.
Il reçoit la médaille commémorative de la guerre de 1870/71 et la médaille commémorative de l'empereur Guillaume. En outre, il est titulaire de la médaille Luitpold du Prince Régent ainsi que de la médaille du jubilé agricole, de l'insigne d'honneur pour 25 ans de service d'incendie et de 25 ans d'appartenance au conseil d'administration des anciens combattants.